# João Antônio Rodrigues de Carvalho
João Antônio Rodrigues de Carvalho (Rio de Janeiro, 1770 — Rio de Janeiro, 12 de dezembro de 1840) foi um político brasileiro.

## Biografia
Filho de Joaquim Antônio de Carvalho e Joana Maria Josefa de Mendonça, matriculou-se em 31 de outubro de 1791 na Universidade de Coimbra, obtendo o grau de bacharel em 1808. Foi magistrado em Pernambuco, Ceará e Bahia.
Foi deputado à Assembléia Constituinte pelo Ceará em 1823.
Foi presidente da província de Santa Catarina, nomeado em 25 de novembro de 1823, de 16 de fevereiro de 1824 a 12 de março de 1825.
Foi senador pelo Ceará, nomeado por carta imperial de 19 de abril de 1826, de 4 de junho de 1826 até falecer (pois o cargo era vitalício).
Foi chanceler-mor do Império (corresponde atualmente a Ministro da Justiça), nomeado em 17 de dezembro de 1828, aposentado por decreto de 2 de maio de 1836.
Foi presidente do Tribunal de Relação (no Brasil correspondente a Tribunal de Justiça) do Rio de Janeiro, em 1833. Foi também ministro do Supremo Tribunal de Justiça, de 1835 a 1836.
Recebeu o Título do Conselho, nomeado por carta imperial de 18 de outubro de 1823, e a comenda da Imperial Ordem de Cristo, de acordo com decreto de 20 de abril de 1826.
Faleceu em 4 de dezembro de 1840 no Rio de Janeiro, e foi sepultado no Mosteiro de São Bento.